# Alejandro Díaz
Alejandro „Güero” Díaz Liceága (ur. 27 stycznia 1996 w mieście Meksyk) – meksykański piłkarz występujący na pozycji napastnika, od 2023 roku zawodnik kanadyjskiego Vancouver FC.

## Kariera klubowa
Díaz pochodzi ze stołecznego miasta Meksyk i jest wychowankiem akademii juniorskiej tamtejszego krajowego giganta – zespołu Club América, w której rozpoczął treningi jako dziesięciolatek. W wieku osiemnastu lat został włączony do pierwszej drużyny przez szkoleniowca Antonio Mohameda i w Liga MX zadebiutował 22 listopada 2014 w przegranym 1:2 spotkaniu z Atlasem. Był to zarazem jego jedyny występ w swoim premierowym, jesiennym sezonie Apertura 2014, podczas którego wywalczył z Américą tytuł mistrza Meksyku. W 2015 roku zajął natomiast drugie miejsce w krajowym superpucharze – Campeón de Campeones, a także triumfował w najbardziej prestiżowych rozgrywkach Ameryki Północnej – Lidze Mistrzów CONCACAF. W 2016 roku po raz drugi z rzędu wygrał północnoamerykańską Ligę Mistrzów, lecz z powodu olbrzymiej konkurencji w linii ataku (ze strony graczy takich jak Darío Benedetto, Carlos Darwin Quintero, Oribe Peralta czy Martín Zúñiga) sporadycznie pojawiał się na boiskach i występował niemal wyłącznie w lidze meksykańskiej do lat dwudziestu.
Latem 2016 Díaz został wypożyczony do beniaminka najwyższej klasy rozgrywkowej – ekipy Club Necaxa z siedzibą w Aguascalientes.

## Kariera reprezentacyjna
W kwietniu 2013 Díaz został powołany przez Raúla Gutiérreza do reprezentacji Meksyku U-17 na Mistrzostwa Ameryki Północnej U-17. Tam pełnił rolę podstawowego gracza swojej drużyny; rozegrał wszystkie pięć spotkań (z czego cztery w wyjściowym składzie) i strzelił gola w fazie grupowej z Kubą (5:1), natomiast jego kadra triumfowała ostatecznie w tym turnieju, pokonując w finale ekipę gospodarzy – Panamę (2:1). Sześć miesięcy później znalazł się w składzie na Mistrzostwa Świata U-17 w ZEA, gdzie również miał niepodważalne miejsce w formacji ofensywnej, tworząc duet napastników z Ulisesem Jaimesem. Wystąpił we wszystkich możliwych siedmiu meczach (we wszystkich w pierwszej jedenastce) i dwukrotnie wpisał się na listę strzelców – w fazie grupowej z Irakiem (3:1) i 1/8 finału z Włochami (2:0). Meksykanie dotarli wówczas do finału mundialu, w którym ulegli Nigerii (0:3), zdobywając juniorskie wicemistrzostwo świata.
W styczniu 2015 Díaz, w barwach reprezentacji Meksyku U-20 prowadzonej przez Sergio Almaguera, wziął udział w Mistrzostwach Ameryki Północnej U-20. Na jamajskich boiskach zanotował pięć z sześciu możliwych występów (wszystkie w pierwszym składzie) i zdobył cztery bramki w rundzie grupowej – dwie z Kubą (9:1) i po jednej z Hondurasem (3:0) oraz Salwadorem (3:1). Wraz ze swoją kadrą wygrał ten turniej – po pokonaniu w finale po serii rzutów karnych Panamy (1:1, 4:2 k) – zaś on sam znalazł się w wybranej przez CONCACAF najlepszej jedenastce rozgrywek. Po upływie czterech miesięcy został powołany na Mistrzostwa Świata U-20 w Nowej Zelandii, gdzie zagrał w dwóch z trzech spotkań (w jednym w wyjściowym składzie), natomiast Meksykanie spisali się znacznie poniżej oczekiwań i odpadli ze światowego czempionatu już w fazie grupowej.
W maju 2016 Díaz znalazł się w ogłoszonym przez Raúla Gutiérreza składzie olimpijskiej reprezentacji Meksyku U-23 na Turniej w Tulonie. Tam rozegrał trzy z czterech możliwych meczów (dwa w pierwszym składzie), a jego ekipa zajęła dopiero czwarte miejsce w grupie i nie awansowała do fazy pucharowej.

## Statystyki kariery
| Club América | 2014–2015 | Meksyk | Liga MX | 3 | 0 | 1 | 0 | LMC | 2 | 1 | 6 | 1 |
| Club América | 2015–2016 | Meksyk | Liga MX | 1 | 0 | — | — | LMC | 1 | 0 | 2 | 0 |
| Necaxa       | 2016–2017 | Meksyk | Liga MX | 0 | 0 | — | — | —   | — | — | 0 | 0 |
| Ogółem       | Ogółem    | Ogółem | Ogółem  | 4 | 0 | 1 | 0 | LMC | 3 | 1 | 8 | 1 |

Legenda:
- LMC – Liga Mistrzów CONCACAF